# Sergei Rumas
Syarhei Mikalayevich Rumas (em bielorrusso: Сяргей Мікалаевіч Румас; Gomel, 1 de dezembro de 1969) é um político bielorrusso, foi primeiro-ministro da Bielorrússia, de 18 de agosto de 2018 até 3 de junho de 2020, após a saída do então primeiro-ministro, Andrei Kobyakov.

## Biografia
Rumas nasceu em Gomel, mas, no início dos anos 70, sua família se mudou para Minsk. Ele se formou na Escola Superior Militar de Finanças em Yaroslavl (1990) e na Academia de Administração Pública em Minsk (1995). No início dos anos 90, Rumas serviu sucessivamente no Banco Nacional da República da Bielorrússia como chefe de vários departamentos e em bancos privados. Em 1995, ele se tornou diretor regional do Belarusbank e mais tarde se tornou o primeiro vice-presidente do conselho deste banco. Em 2001, Rumas recebeu o título de Candidato em Ciências em economia, sua tese foi intitulada "Formas de otimização da estrutura de recursos do banco comercial".  Em 2005, chefiou o Belagroprombank, outro grande banco estatal da Bielorrússia.